# Isaac Pierre de Villiers
Isaac Pierre de Villiers CB MC, južnoafriški general, odvetnik in policist, * 20. avgust 1891, † 11. oktober 1967.